# Laura Bach
Laura Sofia Bach (født 25. april 1979) er en dansk skuespiller.
Bach har siden hun var 17 år medvirket i en række film, tv-serier, musicals og teaterproduktioner. Selvom Laura har boet og arbejdet i forskellige lande gennem hele sit liv, såsom Storbritannien, Sydafrika og USA, er hendes base i København, Danmark. Hun er også medvært på podcasten Coming Home

## Filmografi
- Grønne hjerter (2006)
- No Right Turn (2006)
- Himmerland (2008)
- Sandheden om mænd (2010)
- Last Summer (2013)
- En to tre nu (2016)

### Tv-serier
- TAXA (1997-1999)
- Ørnen (2004)
- Album (2008)
- Den som dræber (2011)
- Rita (2013)
- Sprinter Galore (2016-2018)
- Gangs of London (2020)